# ريان راموس
ريان دينيس راموس هويل (من مواليد 3 أكتوبر 1990) ممثلة فلبينية ، عارضة أزياء ومغنية.

## روابط خارجية
- ريان راموس على موقع IMDb (الإنجليزية)
- ريان راموس على موقع روتن توميتوز (الإنجليزية)
- ريان راموس على موقع ألو سيني (الفرنسية)
- ريان راموس على موقع أول موفي (الإنجليزية)
- ريان راموس على موقع قاعدة بيانات الفيلم (الإنجليزية)